# Passport (Automarke)
Passport war eine kanadische Automarke von General Motors of Canada aus Oshawa. Auf dem Logo steht Passport International Automobiles.

## Beschreibung
General Motors führte die Marke 1988 auf dem kanadischen Markt ein. Andere Quellen nennen 1987 oder 1989. Als Gründer oder Betreiber werden Gary Moe und seine Frau Susan genannt. 1991 wurde die Marke eingestellt.
Einziges Modell der über die Pontiac/Buick/Cadillac-Händler vertriebenen Marke war der Passport Optima, eine Version des Daewoo Racer, bei dem es sich um eine bei Daewoo Motors in Südkorea gebaute Variante des Opel Kadett E handelte.

Nachfolgemarke von Passport war ab Herbst 1992 Asüna.

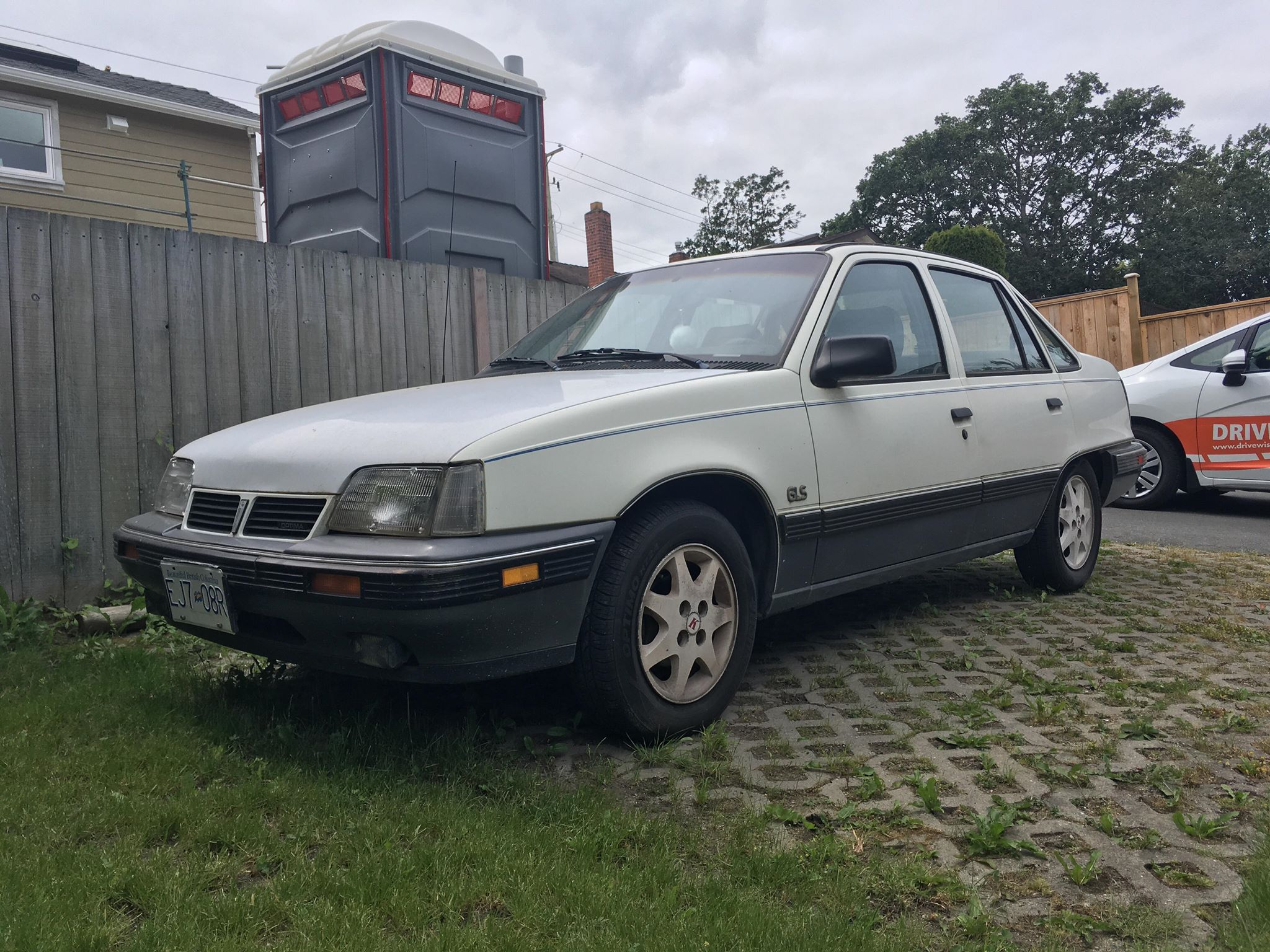
Passport Optima Limousine
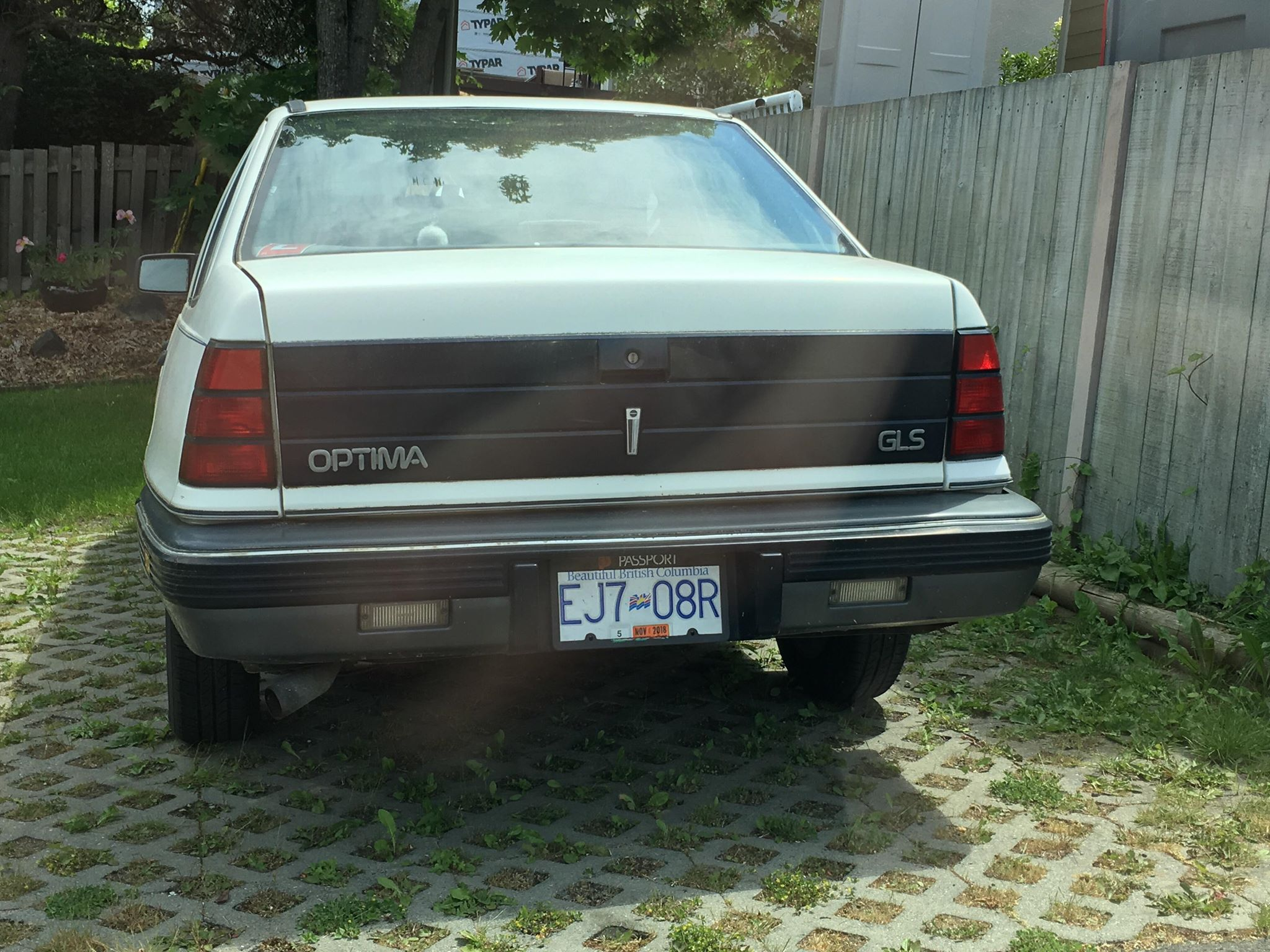
Heckansicht
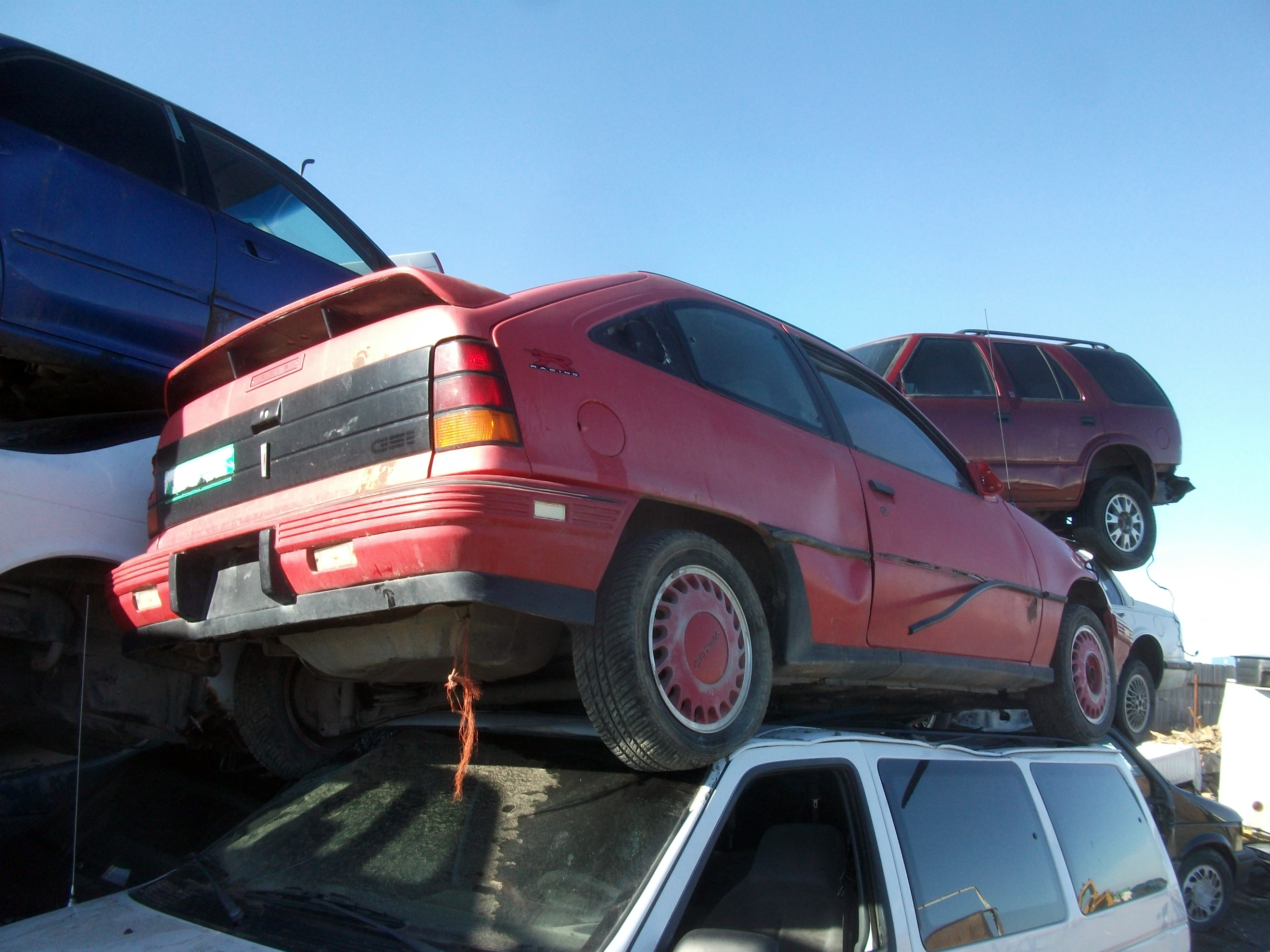
Passport Optima GSi
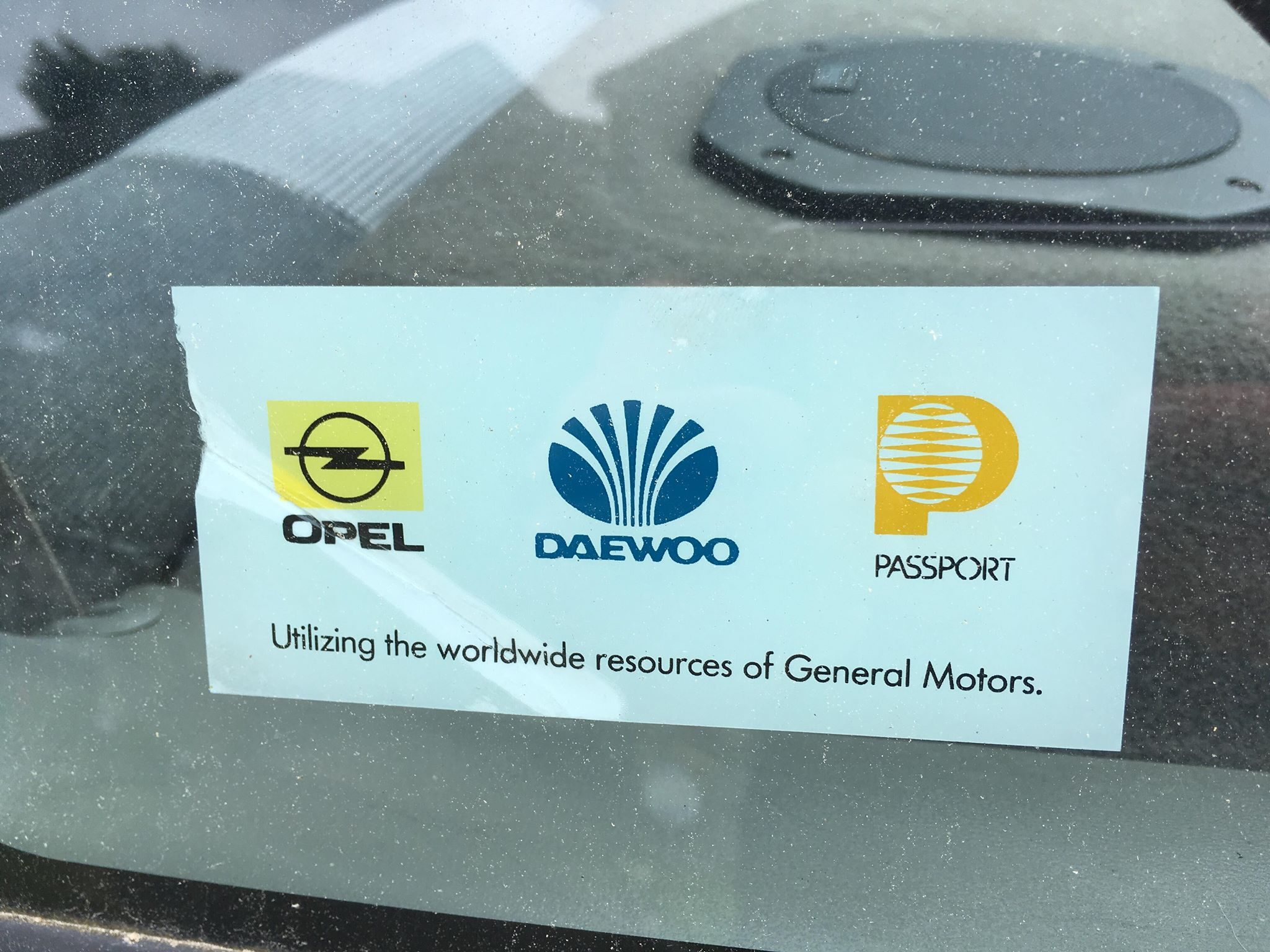
Sticker, der die Verbindung der Marken betont